# 1640 v. Chr.
Portal Geschichte | Portal Biografien | Aktuelle Ereignisse | Jahreskalender | Tagesartikel

◄ |
18. Jahrhundert v. Chr. |
17. Jahrhundert v. Chr. |
16. Jahrhundert v. Chr. |
►

1630er v. Chr. |
1620er v. Chr. |
►

1640 v. Chr. |
1639 v. Chr. |
1638 v. Chr. |
1637 v. Chr. |
► |
►►

## Ereignisse

### Babylonien
- Im babylonischen Kalender fällt das babylonische Neujahr des 1. Nisannu auf den 9.–10. April[1], der Vollmond im Nisannu auf den 22.–23. April[1], der 1. Ululu auf den 4.–5. September[1] und der 1. Tašritu auf den 4.–5. Oktober[1].
- Mögliches 7. Regierungsjahr des Ammi-saduqa: „Venus verschwindet im Osten am 30. Abu und erscheint 2 Monate später im Westen wieder am 30. Tašritu“.
  - Venusaufgang am 4. September gegen 5:12 Uhr (30. Abu: 3.–4. September); Sonnenaufgang gegen 5:36 Uhr.[1]
  - Venusuntergang am 2. November (30. Tašritu: 2.–3. November) gegen 17:39 Uhr; Sonnenuntergang gegen 17:14 Uhr.[1]